# Thomas Addison
Thomas Addison, angleški zdravnik in znanstvenik, * april 1793, Longbenton, Northumberland, Anglija, † 19. junij 1860, Brighton, Anglija.
Omenjajo ga tudi kot enega »velikih mož« v bolnišnici Guy v Londonu.
Med drugimi patologijami je odkril Addisonovo bolezen in Addisonovo anemijo (Perniciozna anemija), hematološko okvaro, za katero se je kasneje izkazalo, da jo povzroča nezmnožnost absorbiranja vitamina B12.